# Alberto Alba
Alberto Alba (1935 en Quitilipi, 1992 en Santiago del Estero) fue un escritor argentino, de destacada actividad en los años 1960. Escribió poesía, cuento y novela. Fue editor y director de varias publicaciones.

## Datos biográficos
Nació 6 de julio en una pequeña localidad llamada Quitilipi, en el límite entre las provincias del Chaco y de Santiago del Estero. Su adolescencia transcurrió en la ciudad de Santiago del Estero, donde descolló a finales de los años 1950 y 1960. Su cuento "El gato" fue incluido en la antología 11 Cuentistas argentinos (Buenos Aires, 1964), junto a Daniel Moyano y Haroldo Conti.
En cuanto editor publicaría a inicios de la década del sesenta Sebregondi Retrocede de Osvaldo Lamborghini y El frasquito de Luis Gusmán. Editó asimismo a Mempo Giardinelli, Raúl Santana, Federico Gorbea o Germán García, y la revista Literal, de orientación lacaniana. En Buenos Aires fundó la editorial NOE hacia finales. 
En 1969 Carlos Pérez Editor publicó su libro suceso: Diario de cuatro patas (cuentos); en ese entoinces pasó cuatro años en Brasil y algunos más en Misiones. En 1975 fue incluido por Ediciones Lumen en una antología de narradores argentinos. En 1982 se editó su libro de cuentos, Corte de la memoria.
En su novela La Casa de la Poesía (1990) narra las actividades, aventuras y desventuras de aquel talentoso grupo, compuesto principalmente por poetas, pintores, escultores y escritores de ambos sexos. Algunos personajes destacados de la saga son Carlos Sánchez Gramajo y Francisco René Santucho. 
Volvió a Santiago del Estero en 1983.
En 1990 publicó La Casa de la Poesía. Desde poco antes, sus cuentos se publicaban también en la revista Puro Cuento y en el diario Nuevo Sur. Dirigió asimismo la revista literaria Encuentro, con el auspicio de la SADE (Sociedad Argentina de Escritores), de cuya comisión directiva formaba parte. Su última novela, La viña del cazador y algunos escritos dispersos, que denominara "Sellos violados" fueron publicados en 1993 por Editorial Dimensión.
Falleció en Santiago del Estero el 1º de julio de 1992.

## Obra
- 1969 Diario de cuatro patas[2]
- 1982 Corte de la memoria[3]
- 1990 La casa de la poesía